# Supercoppa del Belgio 2011
La Supercopa del Belgio 2011 (in francese Supercoupe de Belgique, in fiammingo Belgische Supercup) è la 32ª edizione della Supercoppa del Belgio di calcio.
La partita fu disputata dal Genk, vincitore del campionato, e dal Standard Liegi, vincitore della coppa nazionale.
L'incontro si giocò il 21 luglio 2011 e fu vinto dal Genk, al suo primo titolo.

## Tabellino
| Arbitro: | Luc Wouters |

|              |           |  |
| Tőzsér 45+1’ | Marcatori |  |